# Höhlenburg

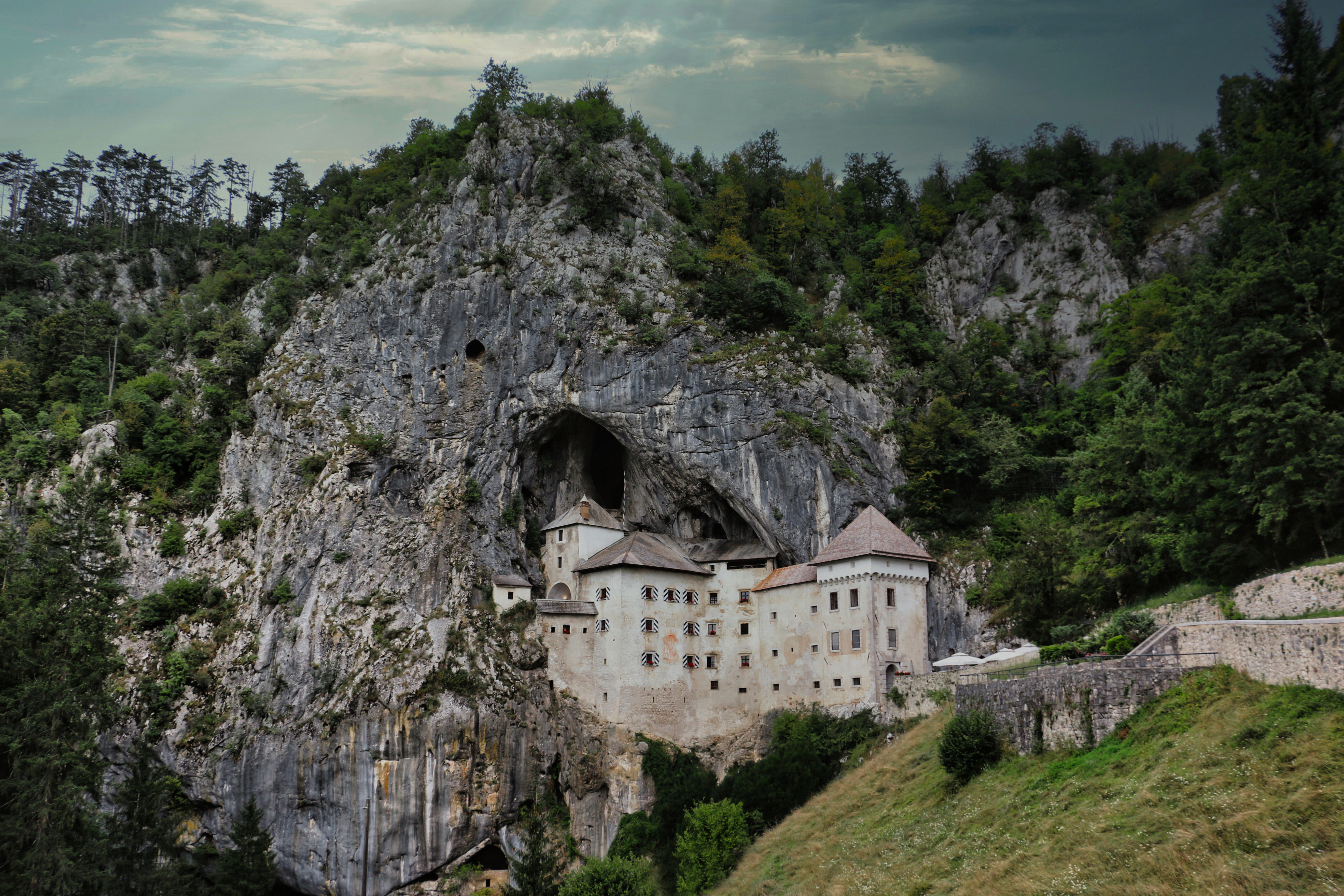
Grottenburg Predjama bei Postojna (Adelsberg), Slowenien

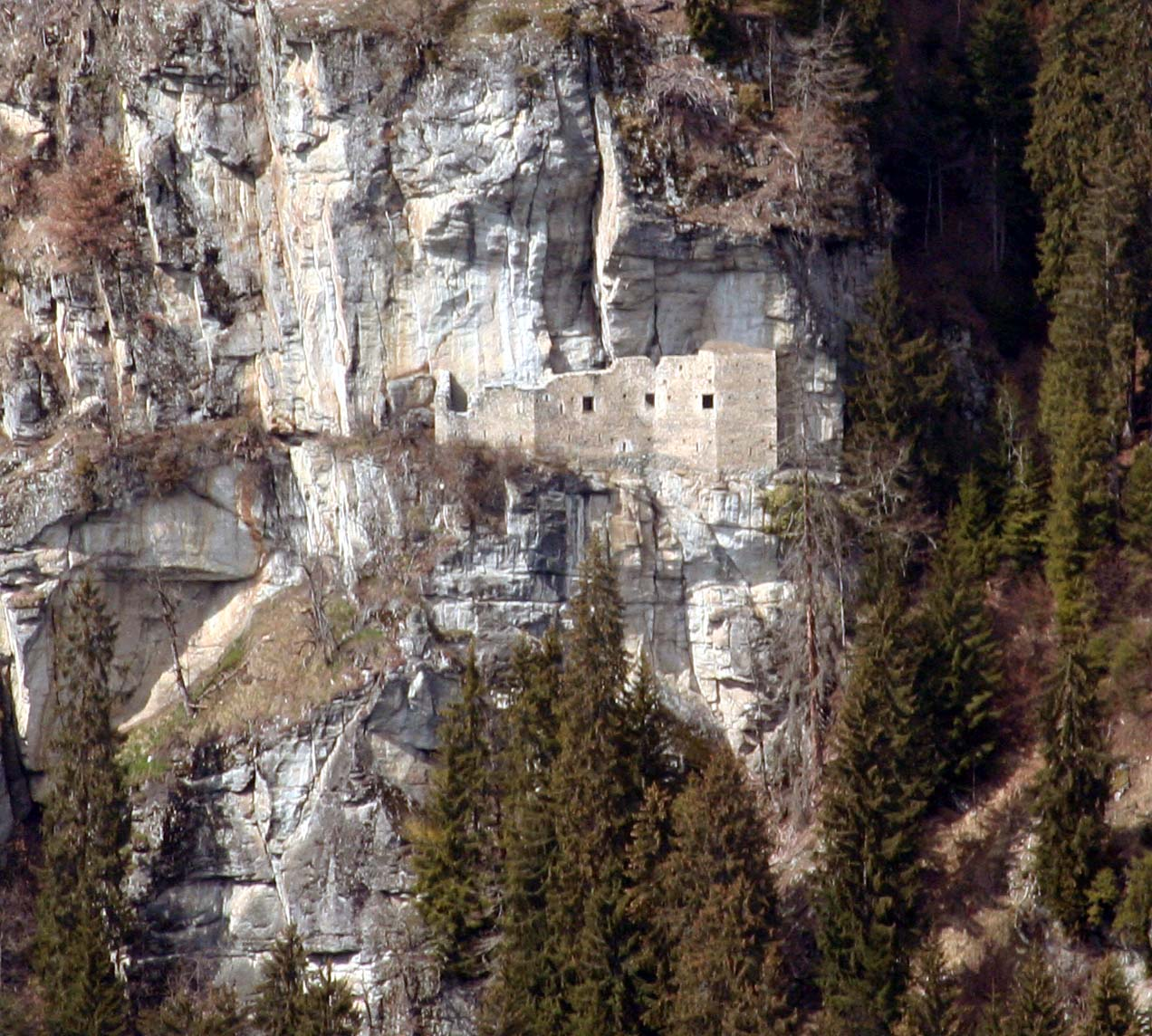
Burg Kropfenstein bei Waltensburg/Vuorz, Kanton Graubünden (Schweiz)

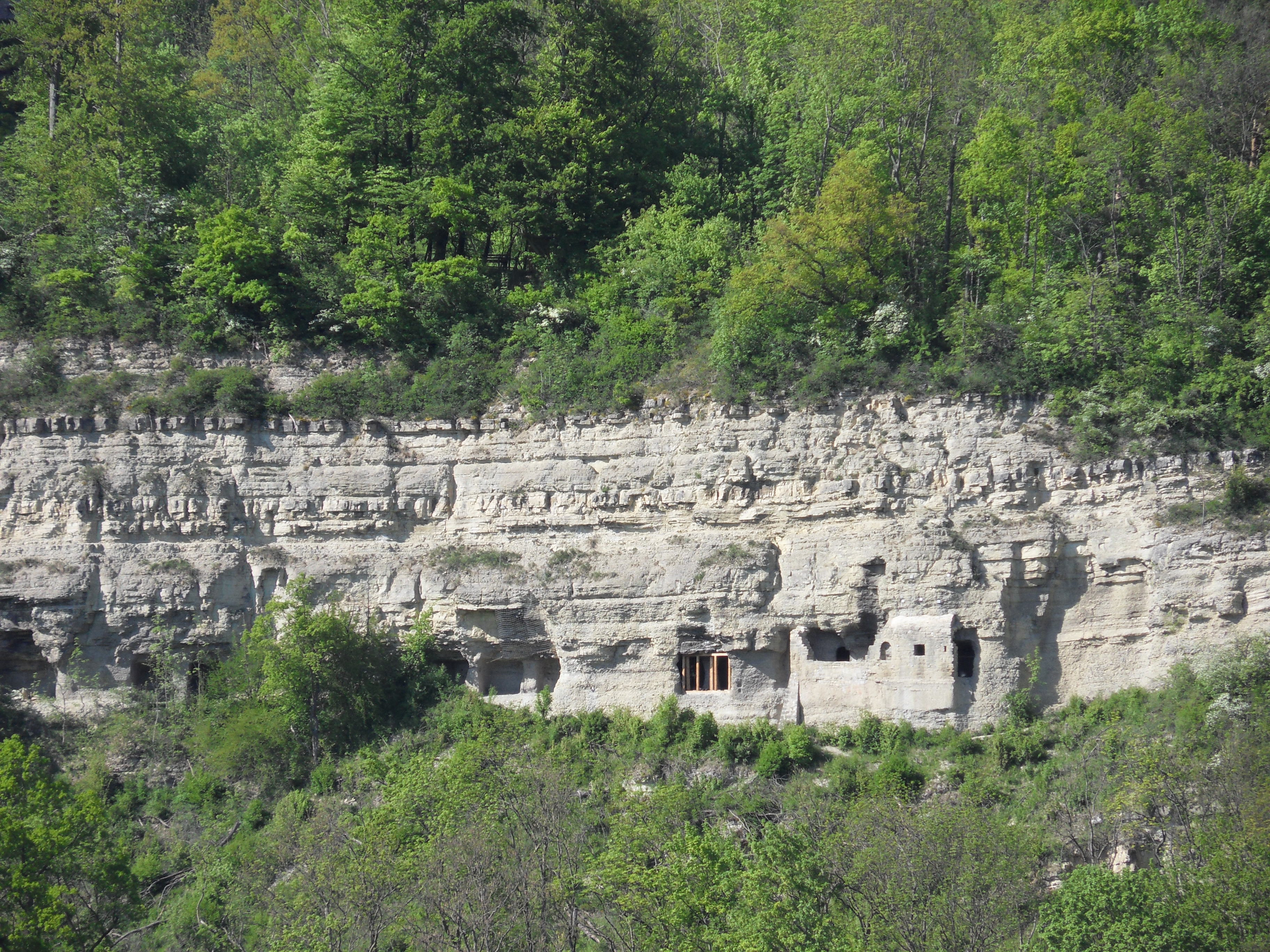
Burg Buchfart, Thüringen

Eine Höhlenburg ist eine Flucht- oder Wohnburg, die zu wesentlichen Teilen unter Verwendung natürlicher Felshöhlen errichtet wurde. Anders als eine bloße Wohnhöhle enthält sie wehrhafte Elemente einer Burg. Aufgrund ihrer Lage im meist vertikalen Felsen gehört sie zum Typus der Höhenburgen.
Die Grottenburg wurde vor oder in einer natürlichen oder künstlichen Grotte errichtet.
Die ersten mittelalterlichen Höhlenburgen entstanden im 11. und 12. Jahrhundert. Im 14. und 15. Jahrhundert war dieser Burgtyp besonders in einigen Regionen der Schweiz, Österreichs sowie Südfrankreichs verbreitet.

## Höhlenburgen und Grottenburgen
Im wissenschaftlichen Sprachgebrauch wird zwischen der Höhlen- und der Grottenburg unterschieden. Populärwissenschafte Abhandlungen verwenden die beiden Bezeichnungen jedoch oft synonym.
Die Höhle ist eine natürlich entstandene Höhlung im Felsen. Höhlenburgen nutzten die durch Spalten in der Felswand zugänglichen Hohlräume aus und setzten meist eine Frontmauer vor die Öffnung, während das Innere durch Holz- oder Steinwände unterteilt und ausgebaut wurde. Eine Halbhöhle (oder Balme) ist eine Gesteinsnische, die durch die Erodierung einer weicheren Schicht zwischen zwei harten Schichten entstanden ist; hier befindet sich der Verteidigungsbau meist unter einer überhängenden Wand. Eine Grotte kann von der Natur oder vom Menschen geschaffen (oder erweitert) worden sein, oft im Kalkgestein, bei dem eindringendes Wasser den Kalk gelöst hat und oft ganze Höhlensysteme schuf. Als Grottenburg bezeichnet man eine Burg, deren Bau vollständig vor (etwa die Burg Predjama) oder in einer natürlichen Grotte errichtet wurde.
Bautechnisch verwandt ist die Felsenburg, bei der ebenfalls natürliche oder künstlich erweiterte Felsöffnungen in den Bau einbezogen wurden, insbesondere in die Untergeschosse, doch war der eigentliche Hauptbau aus Stein oder Holz über dem Felsuntergrund errichtet. Felsenburgen konnten auch Ausgangspunkte für künstliche Kavernen, Wehrgänge oder Minen sein.

## Typ, Lage und Ausstattung
Funde belegen, dass Höhlen schon seit der Steinzeit als Zufluchtsorte benutzt werden. Als Erdstall bezeichnet man hingegen ein vollständig künstlich geschaffenes Gangsystem im Felsen.
Bei den Balmburgen lehnt sich die Höhlenburg nur mit der Rückseite an den Felsen, davor sind dreiseitig Mauern mit einem Dach aufgebaut. Die Grottenburg nutzt die Höhlung als Ganzes und steht in oder vor ihr als eigenständiger Bau. Die Frontmauer rückt oft gegen das Tal hinaus, sodass seitliche Flügelmauern notwendig sind. Bei der eigentlichen Höhlenburg, die oft am Fuß einer langgestreckten Felswand und auf der Höhe einer mehr oder weniger abfallenden Geröllhalde liegt, wurde meist nur noch eine Frontmauer als Abschluss der Höhlenöffnung benötigt; die Höhlenburg bestand also an fünf von sechs Seiten (einschließlich Boden und Dach) aus dem natürlichen Felsen; im Inneren war sie durch steinerne oder hölzerne Zwischenwände unterteilt, auch eine Holzdielung konnte vorhanden sein. Der Burgeingang befand sich meist inmitten der Felswand, was das Eindringen sehr erschwerte. Im Gegensatz zu anderen Burgtypen (wie zum Beispiel Gipfelburgen, Kammburgen, Spornburgen oder Wasserburgen) ist eine Höhlenburg nur von der Eingangsseite her einem Angriff ausgesetzt, während kein Dach durch Bliden, Steinbüchsen oder Brandpfeile beschossen werden konnte.
Die Wirtschaftsgebäude und Stallungen lagen meist im Talgrund unter der Burg, da die Höhle oft nur auf steilen und schmalen Pfaden erreichbar war. Archäologische Ausgrabungen belegen den relativ hohen Lebensstandard auf einigen Höhlenburgen, etwa der Höhlenburg Riedfluh bei Eptingen, der Burg Kropfenstein oder der Burg Rappenstein. Andere Anlagen dürften nur zeitweise bewohnt gewesen sein und dienten als Passsperren oder zur Überwachung wichtiger Straßenverbindungen.
In einigen Gebieten der Schweiz und Frankreichs bot das weiche Felsmaterial günstige Bedingungen für die Anlage von Höhlen- und Grottenburgen. So sind solche Burgen etwa in Graubünden, dem Tessin, dem Wallis oder der Dordogne wesentlich häufiger als etwa in Bayern oder Tirol. In Nordtirol sind bislang nur vier Anlagen nachgewiesen. In Mitteleuropa haben sich Felsburgen in zahlreichen Beispielen in den Sandsteingebieten Süd- und Mitteldeutschlands oder Böhmens erhalten, unter anderem im Elbsandsteingebirge, Pfälzerwald und in den Haßbergen. Bei der thüringischen Burg Buchfart erstrecken sich in den Steilhang des Kalksteinfelsens hineingetriebene künstliche Hohlräume (keine Höhlen) horizontal über eine Länge von etwa 110 Metern.
Die meisten Höhlenburgen besitzen aus naheliegenden Gründen keinen Bergfried oder sonstige Turmbauten. Eine Ausnahme ist hier die Burg Loch bei Eichhofen in Bayern, der ein stattlicher, runder Bergfried vorgelagert ist. Einige Höhlenburgen wurden später zu repräsentativen Sitzen ausgebaut und erweitert, zum Beispiel die Burg Stein an der Traun und die Höhlenburg Predjama. Oft handelte es sich aber nur um temporäre Rückzugsmöglichkeiten weit abseits von Siedlungen; diese Bauten waren recht kleinräumig und ohne jeden Wohnkomfort.

## Beispiele

### Deutschland
- Burg Buchfart in Buchfart, Thüringen
- Burg Loch bei Eichhofen, Bayern
- Burg Luegstein bei Oberaudorf, Bayern
- Burg Stein an der Traun, Bayern
- Burg Ürzig an der Mosel, Rheinland-Pfalz

### Österreich
- Burg Altfinstermünz, Tirol
- Burg Loch bei Pinswang, Tirol
- Burg Lueg am Brenner, Tirol
- Puxerloch (Höhlenburgen „Luegg“ und „Schallaun“) bei Frojach, Steiermark
- Herrenhauswand bei Schwendt, Tirol
- Burgruine Reinegg, Kärnten

### Schweiz
- Ruine Balm, Solothurn
- Case dei Pagani, Tessin (Marolta, Dongio I und II, Malvaglia)
- Burg Fracstein, Graubünden
- Grottenburg Hohfluh (Erdmannliloch) bei Bachs, Zürich
- Burg Grottenstein bei Haldenstein, Graubünden
- Burg Kropfenstein bei Waltensburg/Vuorz, Graubünden
- Burg Rappenstein bei Untervaz, Graubünden
- Grottenburg Riedfluh bei Eptingen, Basel-Landschaft
- Höhlenburg Wichenstein bei Oberriet, St. Gallen

### Italien
- Castel San Gottardo in Mezzocorona, Trentino
- Burg Wolkenstein in Gröden, Südtirol

### Slowenien
- Höhlenburg Predjama

### Iran

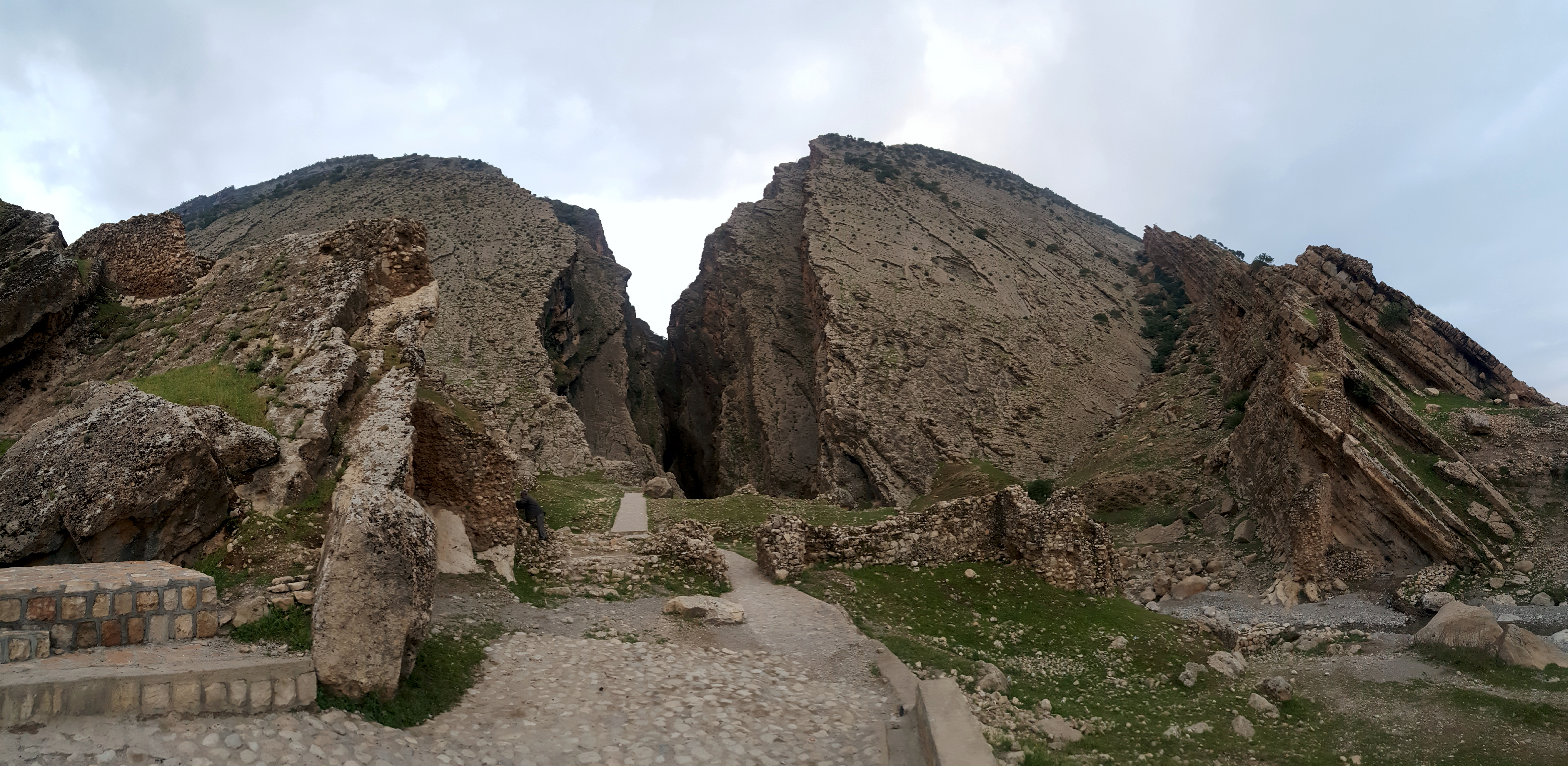
Ruinen von der Festung Bahram Tschobins

- Höhle Espahbod Chorschids, sassanidische Ära
- Festung Bahram Tschobins, sassanidische Ära, ein befestigter Canyon
- Maimundis, ismailitische Ära

## Bilder

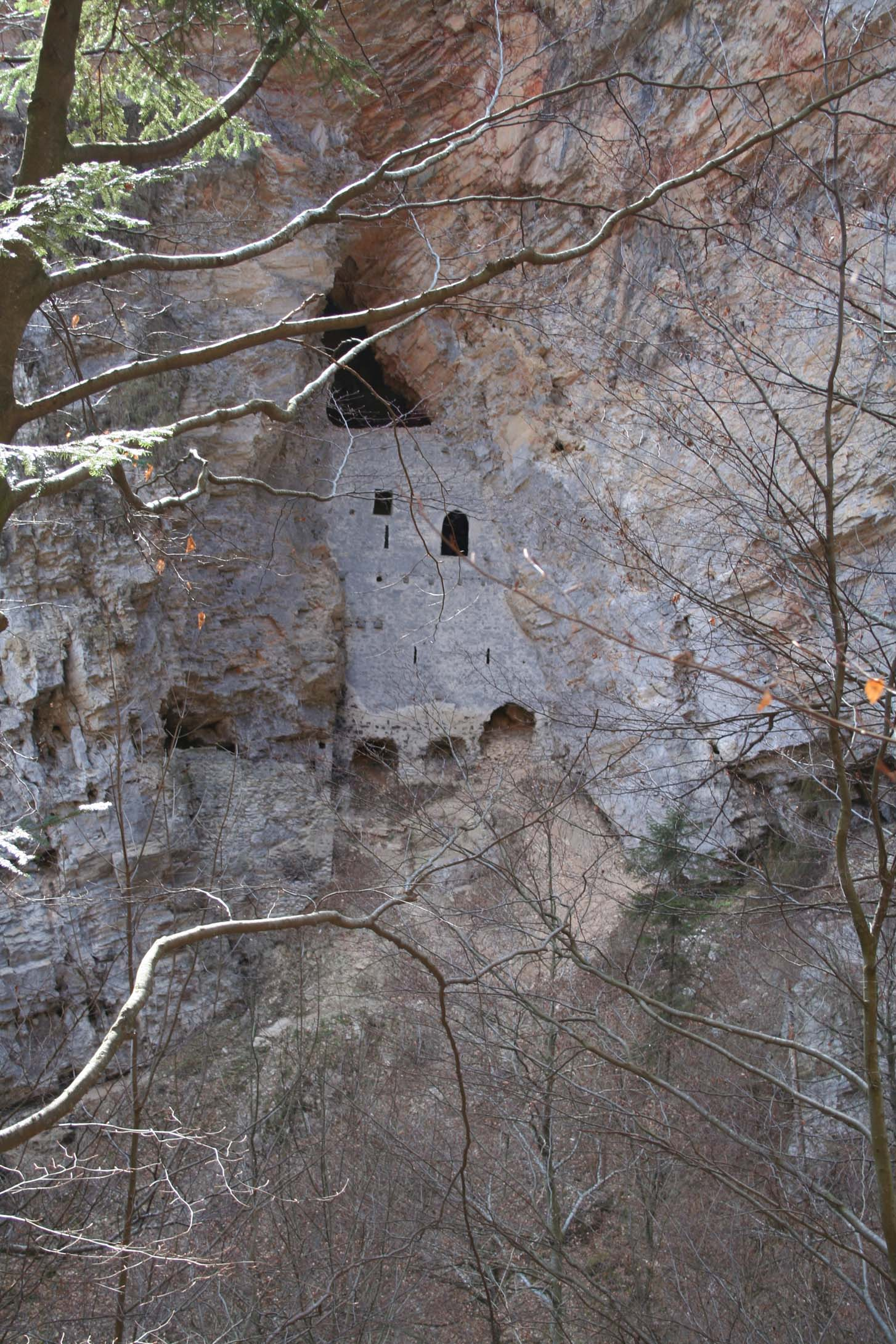
Burg Rappenstein bei Untervaz, Graubünden,  Schweiz
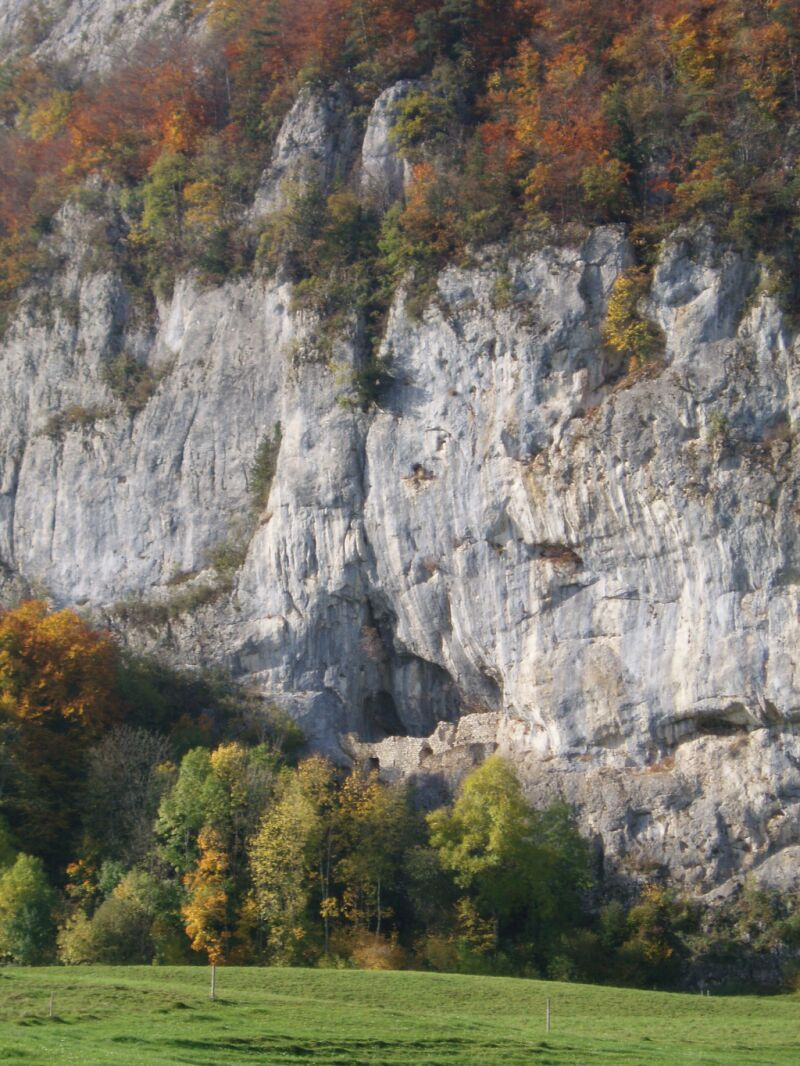
Ruine Balm bei Balm im Kanton Solothurn, Schweiz
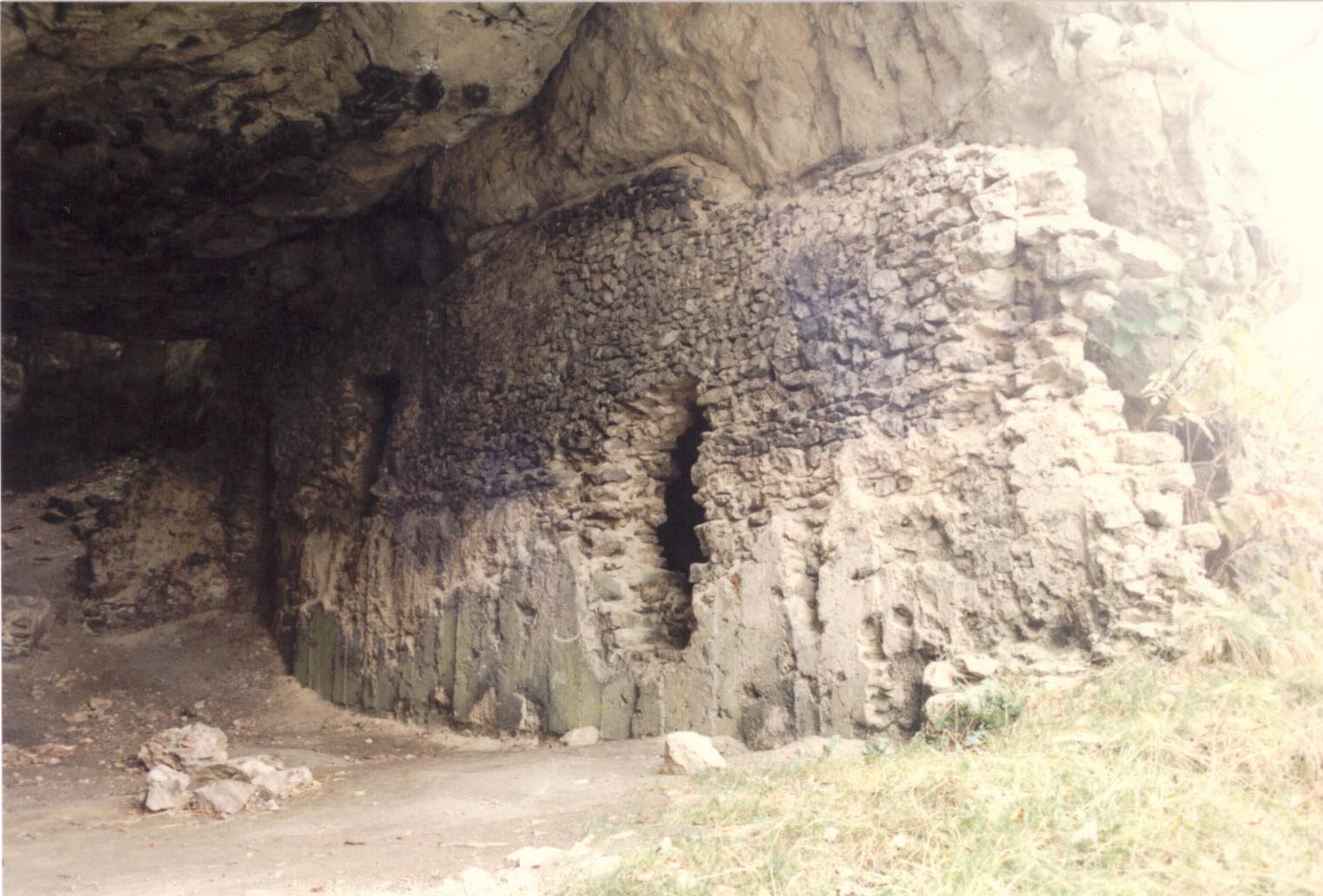
Burg Loch bei Eichhofen, Bayern
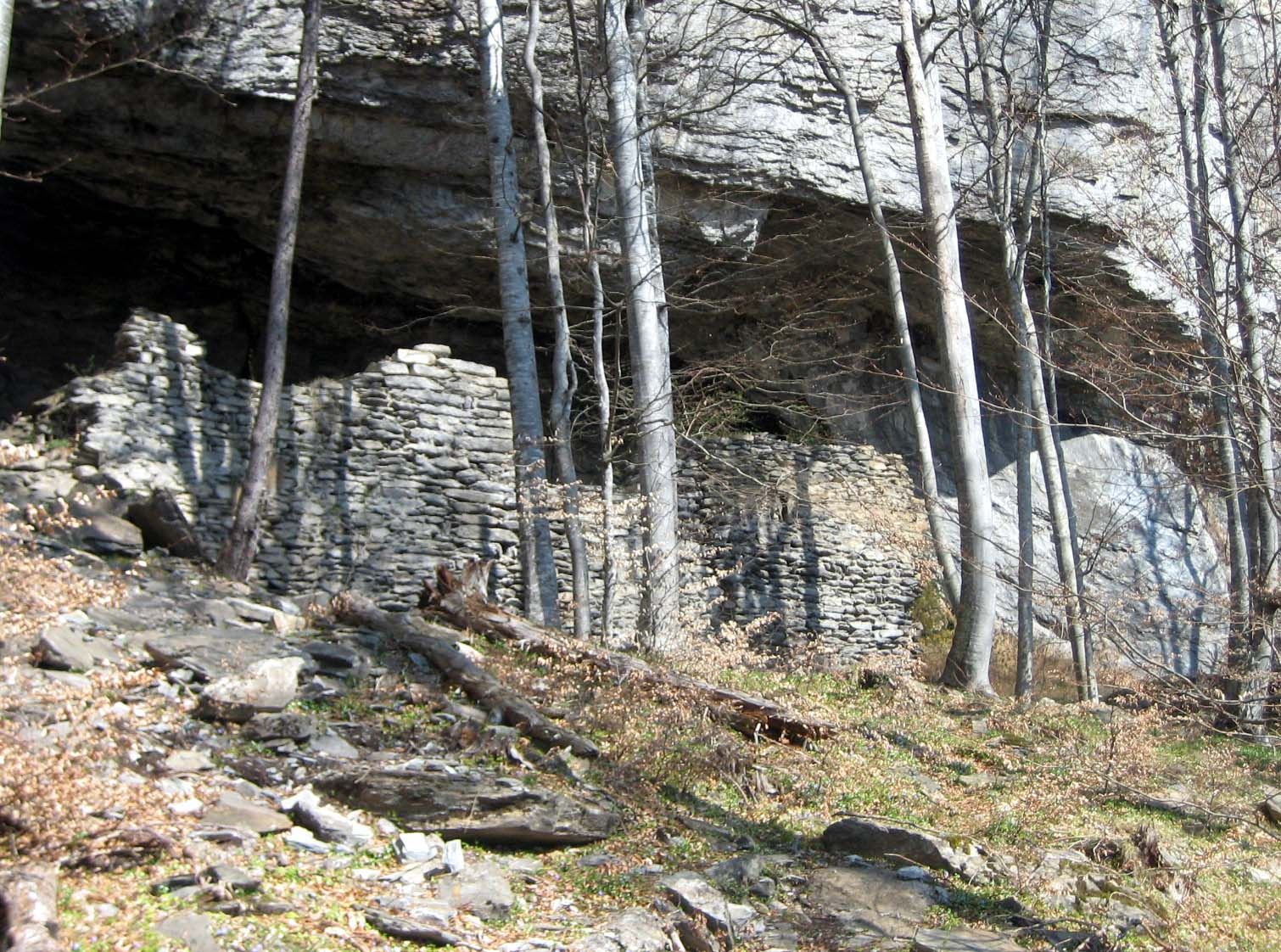
Burg Grottenstein, Graubünden, Schweiz
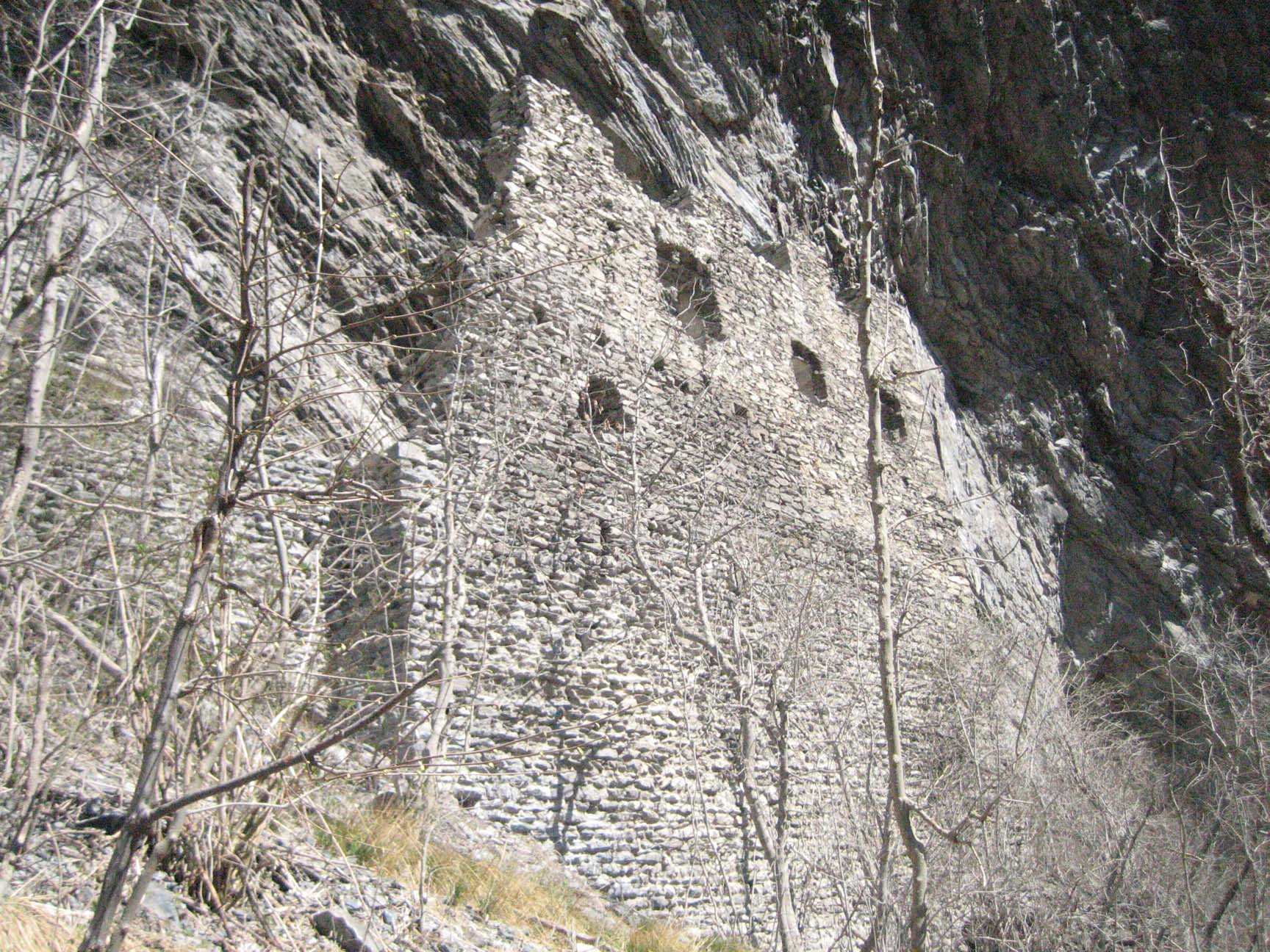
Burg Fracstein bei Seewis, Graubünden, Schweiz